# دل‌گون
در هندسه، دل‌گون (انگلیسی: Cardioid) یک منحنی مسطح است که توسط یک نقطه در محیط یک دایره که به دور یک دایره ثابت با شعاع یکسان می‌غلتد، رسم می‌شود. همچنین می‌توان آن را به عنوان یک برون‌چرخ‌زاد با یک نقطه بازگشت (تیزه) تعریف کرد. همچنین نوعی مارپیچ سینوسی و یک وارون منحنی سهمی با کانون به عنوان مرکز وارونگی است. دل‌گون همچنین می‌تواند به عنوان مجموعه نقاط انعکاس یک نقطه ثابت روی یک دایره از طریق تمام مماس‌های دایره تعریف شود.
دل‌گون را گاه «دل‌نما» هم نوشته‌اند.

دل‌گون تولید شده توسط یک دایره غلتان روی یک دایره با همان شعاع

این نام توسط جیووانی سالوینی در سال ۱۷۴۱ ابداع شد، اما دل‌گون دهه‌ها قبل موضوع مطالعه بوده است. اگرچه به دلیل شکل قلب مانندش اینگونه نامیده شده است، اما شکل آن بیشتر شبیه طرح کلی مقطع یک سیب گرد بدون ساقه است.
میکروفون الگوی دریافت صوت‌شناسی را نشان می‌دهد که وقتی در دو بعد رسم می‌شود، شبیه یک دل‌گون است (هر صفحه دوبعدی شامل خط مستقیم سه‌بعدی بدنه میکروفون). در سه بعد، دل‌گون به شکل یک سیب در اطراف میکروفون است که "ساقه" سیب است.

## معادلات

تولید یک دل‌گون و دستگاه مختصات مورد استفاده

فرض کنید {\displaystyle a} شعاع مشترک دو دایره مولد با نقاط میانی {\displaystyle (-a,0),(a,0)} باشد، {\displaystyle \varphi } زاویه غلتش و مبدأ نقطه شروع باشد (به تصویر مراجعه کنید). به دست می‌آید:
- معادله پارامتری: {\displaystyle {\begin{aligned}x(\varphi )&=2a(1-\cos \varphi )\cdot \cos \varphi \ ,\\y(\varphi )&=2a(1-\cos \varphi )\cdot \sin \varphi \ ,\qquad 0\leq \varphi <2\pi \end{aligned}}} و از اینجا نمایش در
- دستگاه مختصات قطبی: {\displaystyle r(\varphi )=2a(1-\cos \varphi ).}
- با معرفی جایگزینی‌های {\displaystyle \cos \varphi =x/r} و {\textstyle r={\sqrt {x^{2}+y^{2}}}} پس از حذف جذر، نمایش ضمنی در دستگاه مختصات دکارتی به دست می‌آید: {\displaystyle \left(x^{2}+y^{2}\right)^{2}+4ax\left(x^{2}+y^{2}\right)-4a^{2}y^{2}=0.}

### اثبات نمایش پارامتری
یک اثبات را می‌توان با استفاده از اعداد مختلط و توصیف رایج آنها به عنوان صفحه مختلط ایجاد کرد. حرکت غلتشی دایره سیاه روی دایره آبی را می‌توان به دو چرخش تقسیم کرد. در صفحه مختلط، چرخش حول نقطه {\displaystyle 0} (مبدأ) با زاویه {\displaystyle \varphi } را می‌توان با ضرب یک نقطه {\displaystyle z} (عدد مختلط) در {\displaystyle e^{i\varphi }} انجام داد. از این رو
چرخش {\displaystyle \Phi _{+}} حول نقطه {\displaystyle a} برابر است با: {\displaystyle z\mapsto a+(z-a)e^{i\varphi }},
چرخش {\displaystyle \Phi _{-}} حول نقطه {\displaystyle -a} برابر است با: {\displaystyle z\mapsto -a+(z+a)e^{i\varphi }}.
یک نقطه {\displaystyle p(\varphi )} از دل‌گون با چرخاندن مبدأ حول نقطه {\displaystyle a} و سپس چرخاندن حول {\displaystyle -a} با همان زاویه {\displaystyle \varphi } تولید می‌شود:
{\displaystyle p(\varphi )=\Phi _{-}(\Phi _{+}(0))=\Phi _{-}\left(a-ae^{i\varphi }\right)=-a+\left(a-ae^{i\varphi }+a\right)e^{i\varphi }=a\;\left(-e^{i2\varphi }+2e^{i\varphi }-1\right).}
از اینجا نمایش پارامتری بالا را به دست می‌آوریم:
{\displaystyle {\begin{array}{cclcccc}x(\varphi )&=&a\;(-\cos(2\varphi )+2\cos \varphi -1)&=&2a(1-\cos \varphi )\cdot \cos \varphi &&\\y(\varphi )&=&a\;(-\sin(2\varphi )+2\sin \varphi )&=&2a(1-\cos \varphi )\cdot \sin \varphi &.&\end{array}}}
(توابع مثلثاتی {\displaystyle e^{i\varphi }=\cos \varphi +i\sin \varphi ,\ (\cos \varphi )^{2}+(\sin \varphi )^{2}=1,} {\displaystyle \cos(2\varphi )=(\cos \varphi )^{2}-(\sin \varphi )^{2},} and {\displaystyle \sin(2\varphi )=2\sin \varphi \cos \varphi } استفاده شدند.)

## ویژگی‌های متریکی
برای دل‌گون که در بالا تعریف شد، فرمول‌های زیر برقرار هستند:
- مساحت {\displaystyle A=6\pi a^{2}}،
- طول کمان {\displaystyle L=16a} و
- شعاع انحنا {\displaystyle \rho (\varphi )={\tfrac {8}{3}}a\sin {\tfrac {\varphi }{2}}\,.}

اثبات این گزاره‌ها در هر دو مورد از نمایش قطبی دل‌گون استفاده می‌کند. برای فرمول‌های مناسب، به دستگاه مختصات قطبی و دستگاه مختصات قطبی مراجعه کنید.
{\displaystyle A=2\cdot {\tfrac {1}{2}}\int _{0}^{\pi }{(r(\varphi ))^{2}}\;d\varphi =\int _{0}^{\pi }{4a^{2}(1-\cos \varphi )^{2}}\;d\varphi =\cdots =4a^{2}\cdot {\tfrac {3}{2}}\pi =6\pi a^{2}.}
{\displaystyle L=2\int _{0}^{\pi }{\sqrt {r(\varphi )^{2}+(r'(\varphi ))^{2}}}\;d\varphi =\cdots =8a\int _{0}^{\pi }{\sqrt {{\tfrac {1}{2}}(1-\cos \varphi )}}\;d\varphi =8a\int _{0}^{\pi }\sin \left({\tfrac {\varphi }{2}}\right)d\varphi =16a.}
شعاع انحنای {\displaystyle \rho } یک منحنی در مختصات قطبی با معادله {\displaystyle r=r(\varphi )} برابر است با (به انحنا مراجعه کنید)
{\displaystyle \rho (\varphi )={\frac {\left[r(\varphi )^{2}+{\dot {r}}(\varphi )^{2}\right]^{3/2}}{r(\varphi )^{2}+2{\dot {r}}(\varphi )^{2}-r(\varphi ){\ddot {r}}(\varphi )}}\ .}
برای دل‌گون {\displaystyle r(\varphi )=2a(1-\cos \varphi )=4a\sin ^{2}\left({\tfrac {\varphi }{2}}\right)} به دست می‌آید
{\displaystyle \rho (\varphi )=\cdots ={\frac {\left[16a^{2}\sin ^{2}{\frac {\varphi }{2}}\right]^{\frac {3}{2}}}{24a^{2}\sin ^{2}{\frac {\varphi }{2}}}}={\frac {8}{3}}a\sin {\frac {\varphi }{2}}\ .}

## ویژگی‌ها

وترهای یک دل‌گون

### وترهای گذرنده از نوک
C1وترهای گذرنده از نقطه بازگشت (تیزه) دل‌گون طول یکسانی برابر با {\displaystyle 4a} دارند.
C2نقاط میانی وترهای گذرنده از نوک روی محیط دایره مولد ثابت قرار دارند (به تصویر مراجعه کنید).

#### اثبات C1
نقاط {\displaystyle P:p(\varphi ),\;Q:p(\varphi +\pi )} روی یک وتر گذرنده از نوک (=مبدأ) هستند. از این رو {\displaystyle {\begin{aligned}|PQ|&=r(\varphi )+r(\varphi +\pi )\\=2a(1-\cos \varphi )+2a(1-\cos(\varphi +\pi ))=\cdots =4a\end{aligned}}.}

#### اثبات C2
برای اثبات از نمایش در صفحه مختلط (به بالا مراجعه کنید) استفاده می‌شود. برای نقاط {\displaystyle P:\ p(\varphi )=a\,\left(-e^{i2\varphi }+2e^{i\varphi }-1\right)} و {\displaystyle Q:\ p(\varphi +\pi )=a\,\left(-e^{i2(\varphi +\pi )}+2e^{i(\varphi +\pi )}-1\right)=a\,\left(-e^{i2\varphi }-2e^{i\varphi }-1\right),}
نقطه میانی وتر {\displaystyle PQ} برابر است با {\displaystyle M:\ {\tfrac {1}{2}}(p(\varphi )+p(\varphi +\pi ))=\cdots =-a-ae^{i2\varphi }} که روی محیط دایره با نقطه میانی {\displaystyle -a} و شعاع {\displaystyle a} قرار دارد (به تصویر مراجعه کنید).

### دل‌گون به عنوان وارون منحنی سهمی

دل‌گونی که توسط وارونگی یک سهمی در دایره واحد (خط‌چین) ایجاد می‌شود

دل‌گون وارون منحنی یک سهمی با کانون آن در مرکز وارونگی است (نمودار را ببینید).
برای مثال نشان داده شده در نمودار، دایره‌های مولد دارای شعاع {\textstyle a={\frac {1}{2}}} هستند. از این رو دل‌گون دارای نمایش قطبی
{\displaystyle r(\varphi )=1-\cos \varphi }
و وارون منحنی آن
{\displaystyle r(\varphi )={\frac {1}{1-\cos \varphi }},}
است که یک سهمی (به سهمی مراجعه کنید) با معادله {\textstyle x={\tfrac {1}{2}}\left(y^{2}-1\right)} در مختصات دکارتی است.
توجه: هر وارون منحنی یک سهمی یک دل‌گون نیست. به عنوان مثال، اگر یک سهمی در یک دایره که مرکز آن در راس سهمی قرار دارد، معکوس شود، نتیجه یک cissoid of Diocles است.

### دل‌گون به عنوان پوشش یک دسته دایره

دل‌گون به عنوان پوشش یک دسته دایره

در بخش قبل، اگر مماس‌های سهمی را نیز معکوس کنید، یک مداد (هندسه) (دسته) از دایره‌ها از مرکز وارونگی (مبدأ) به دست می‌آید. یک بررسی دقیق نشان می‌دهد: نقاط میانی دایره‌ها روی محیط دایره مولد ثابت قرار دارند. (دایره مولد، وارون منحنی خط هادی سهمی است.)
این ویژگی منجر به روش ساده زیر برای رسم یک دل‌گون می‌شود:
1. یک دایره {\displaystyle c} و یک نقطه {\displaystyle O} روی محیط آن را انتخاب کنید،
2. دایره‌هایی را که شامل {\displaystyle O} هستند با مرکز روی {\displaystyle c} رسم کنید، و
3. پوشش این دایره‌ها را رسم کنید.

پوشش دسته منحنی‌های داده شده به صورت ضمنی {\displaystyle F(x,y,t)=0} با پارامتر {\displaystyle t} شامل نقاطی {\displaystyle (x,y)} است که جواب‌های دستگاه غیرخطی زیر هستند:
{\displaystyle F(x,y,t)=0,\quad F_{t}(x,y,t)=0,} که همان منحنی محاطی است. توجه داشته باشید که {\displaystyle F_{t}} به معنی مشتق جزئی برای پارامتر {\displaystyle t} است.
فرض کنید {\displaystyle c} دایره‌ای با نقطه میانی {\displaystyle (-1,0)} و شعاع {\displaystyle 1} باشد. در این صورت، {\displaystyle c} دارای نمایش پارامتری {\displaystyle (-1+\cos t,\sin t)} است. دسته دایره‌ها با مراکز روی {\displaystyle c} که شامل نقطه {\displaystyle O=(0,0)} هستند را می‌توان به صورت ضمنی با
{\displaystyle F(x,y,t)=(x+1-\cos t)^{2}+(y-\sin t)^{2}-(2-2\cos t)=0,}
نشان داد که معادل است با
{\displaystyle F(x,y,t)=x^{2}+y^{2}+2x\;(1-\cos t)-2y\;\sin t=0\;.}
شرط دوم پوشش این است:
{\displaystyle F_{t}(x,y,t)=2x\;\sin t-2y\;\cos t=0.}
به راحتی می‌توان بررسی کرد که نقاط دل‌گون با نمایش پارامتری
{\displaystyle x(t)=2(1-\cos t)\cos t,\quad y(t)=2(1-\cos t)\sin t}
دستگاه غیرخطی بالا را برآورده می‌کنند. پارامتر {\displaystyle t} با پارامتر زاویه‌ای دل‌گون یکسان است.

### دل‌گون به عنوان پوشش یک دسته خط

دل‌گون به عنوان پوشش یک دسته خط

تولید کرمونا از یک دل‌گون

یک روش مشابه و ساده برای رسم دل‌گون از یک دسته «خط» استفاده می‌کند. این روش به لوئیجی کرمونا نسبت داده می‌شود:
1. یک دایره رسم کنید، محیط آن را به قسمت‌های با فاصله مساوی با {\displaystyle 2N} نقطه تقسیم کنید (تصویر را ببینید) و آنها را به ترتیب شماره‌گذاری کنید.
2. وترها را رسم کنید: {\displaystyle (1,2),(2,4),\dots ,(n,2n),\dots ,(N,2N),(N+1,2),(N+2,4),\dots }. (یعنی نقطه دوم با سرعت دو برابر حرکت می‌کند.)
3. «پوشش» این وترها یک دل‌گون است.

#### اثبات
بررسی زیر از فهرست اتحادهای مثلثاتی برای {\displaystyle \cos \alpha +\cos \beta }، {\displaystyle \sin \alpha +\sin \beta }، {\displaystyle 1+\cos 2\alpha }، {\displaystyle \cos 2\alpha }، و {\displaystyle \sin 2\alpha } استفاده می‌کند.
برای اینکه محاسبات ساده بماند، اثبات برای دل‌گون با نمایش قطبی
{\displaystyle r=2(1\mathbin {\color {red}+} \cos \varphi )} (§ Cardioids in different positions).

##### معادله مماسدل‌گونبا نمایش قطبیr= 2(1 + cos φ)
از نمایش پارامتری
{\displaystyle {\begin{aligned}x(\varphi )&=2(1+\cos \varphi )\cos \varphi ,\\y(\varphi )&=2(1+\cos \varphi )\sin \varphi \end{aligned}}}
بردار نرمال {\displaystyle {\vec {n}}=\left({\dot {y}},-{\dot {x}}\right)^{\mathsf {T}}} را به دست می‌آوریم. معادله مماس
{\displaystyle {\dot {y}}(\varphi )\cdot (x-x(\varphi ))-{\dot {x}}(\varphi )\cdot (y-y(\varphi ))=0} برابر است با:
{\displaystyle (\cos 2\varphi +\cos \varphi )\cdot x+(\sin 2\varphi +\sin \varphi )\cdot y=2(1+\cos \varphi )^{2}\,.}
با کمک فرمول‌های مثلثاتی و تقسیم بعدی بر {\textstyle \cos {\frac {1}{2}}\varphi }، معادله مماس را می‌توان به صورت زیر بازنویسی کرد:
{\displaystyle \cos({\tfrac {3}{2}}\varphi )\cdot x+\sin \left({\tfrac {3}{2}}\varphi \right)\cdot y=4\left(\cos {\tfrac {1}{2}}\varphi \right)^{3}\quad 0<\varphi <2\pi ,\ \varphi \neq \pi .}

##### معادله وتردایرهبا نقطه میانی (1,0) و شعاع ۳
برای معادله خط قاطع که از دو نقطه {\displaystyle (1+3\cos \theta ,3\sin \theta ),\ (1+3\cos {\color {red}2}\theta ,3\sin {\color {red}2}\theta ))} می‌گذرد، به دست می‌آید:
{\displaystyle (\sin \theta -\sin 2\theta )x+(\cos 2\theta -\sin \theta )y=-2\cos \theta -\sin(2\theta )\,.}
با کمک فرمول‌های مثلثاتی و تقسیم بعدی بر {\textstyle \sin {\frac {1}{2}}\theta }، معادله خط قاطع را می‌توان به صورت زیر بازنویسی کرد:
{\displaystyle \cos \left({\tfrac {3}{2}}\theta \right)\cdot x+\sin \left({\tfrac {3}{2}}\theta \right)\cdot y=4\left(\cos {\tfrac {1}{2}}\theta \right)^{3}\quad 0<\theta <2\pi .}

##### نتیجه‌گیری
به‌رغم اینکه دو زاویه {\displaystyle \varphi ,\theta } معانی متفاوتی دارند (به تصویر مراجعه کنید)، برای {\displaystyle \varphi =\theta } به خط یکسانی می‌رسیم. از این رو هر خط قاطع دایره که در بالا تعریف شد، مماس بر دل‌گون نیز هست:
«دل‌گون پوشش وترهای یک دایره است».
- - توجه:**

اثبات را می‌توان با کمک «شرایط پوشش» (به بخش قبل مراجعه کنید) از یک دسته ضمنی منحنی‌ها انجام داد:
{\displaystyle F(x,y,t)=\cos \left({\tfrac {3}{2}}t\right)x+\sin \left({\tfrac {3}{2}}t\right)y-4\left(\cos {\tfrac {1}{2}}t\right)^{3}=0}
دسته خطوط قاطع یک دایره (به بالا مراجعه کنید) است و
{\displaystyle F_{t}(x,y,t)=-{\tfrac {3}{2}}\sin \left({\tfrac {3}{2}}t\right)x+{\tfrac {3}{2}}\cos \left({\tfrac {3}{2}}t\right)y+3\cos \left({\tfrac {1}{2}}t\right)\sin t=0\,.}
برای پارامتر ثابت t، هر دو معادله نشان دهنده خطوط هستند. نقطه تقاطع آنها
{\displaystyle x(t)=2(1+\cos t)\cos t,\quad y(t)=2(1+\cos t)\sin t,}
است که یک نقطه از دل‌گون با معادله قطبی {\displaystyle r=2(1+\cos t)} است.

دل‌گون به عنوان «کاستیک»: منبع نور ، پرتو نور ، پرتو بازتاب شده

دل‌گون به عنوان کاستیک یک دایره با منبع نور (راست) روی محیط

### دل‌گون به عنوان کاستیک یک دایره
ملاحظات انجام شده در بخش قبل، اثباتی ارائه می‌دهد که کاستیک یک دایره با منبع نور در محیط دایره، یک دل‌گون است.
اگر در صفحه یک منبع نور در نقطه‌ای {\displaystyle Z} روی محیط دایره‌ای باشد که هر پرتویی را بازتاب می‌کند، آنگاه پرتوهای بازتاب شده در داخل دایره مماس بر یک دل‌گون هستند.
همانطور که در بخش قبل گفته شد، دایره می‌تواند نقطه میانی {\displaystyle (1,0)} و شعاع {\displaystyle 3} داشته باشد. نمایش پارامتری آن
{\displaystyle c(\varphi )=(1+3\cos \varphi ,3\sin \varphi )\ .}
است. مماس در نقطه دایره {\displaystyle C:\ k(\varphi )} دارای بردار نرمال {\displaystyle {\vec {n}}_{t}=(\cos \varphi ,\sin \varphi )^{\mathsf {T}}} است. از این رو پرتو بازتاب شده دارای بردار نرمال {\displaystyle {\vec {n}}_{r}=\left(\cos {\color {red}{\tfrac {3}{2}}}\varphi ,\sin {\color {red}{\tfrac {3}{2}}}\varphi \right)^{\mathsf {T}}} است (به نمودار مراجعه کنید) و شامل نقطه {\displaystyle C:\ (1+3\cos \varphi ,3\sin \varphi )} است. پرتو بازتاب شده بخشی از خط با معادله (به بخش قبل مراجعه کنید)
{\displaystyle \cos \left({\tfrac {3}{2}}\varphi \right)x+\sin \left({\tfrac {3}{2}}\varphi \right)y=4\left(\cos {\tfrac {1}{2}}\varphi \right)^{3}\,,}
است که مماس بر دل‌گون با معادله قطبی
{\displaystyle r=2(1+\cos \varphi )}
از بخش قبل است.
توجه: برای چنین ملاحظاتی معمولاً بازتاب‌های چندگانه در دایره نادیده گرفته می‌شوند.

### دل‌گون به عنوان منحنی پدال یک دایره

نقطه دل‌گون، پای عمود انداخته شده بر مماس دایره است

تولید کرمونا از یک دل‌گون نباید با تولید زیر اشتباه گرفته شود:
فرض کنید {\displaystyle k} یک دایره و {\displaystyle O} یک نقطه روی محیط این دایره باشد. در این صورت:
«پا»های عمودهای از نقطه {\displaystyle O} روی مماس‌های دایره {\displaystyle k}، نقاط یک دل‌گون هستند.
از این رو یک دل‌گون یک منحنی پدال خاص از یک دایره است.

#### اثبات
در یک دستگاه مختصات دکارتی، دایره {\displaystyle k} ممکن است نقطه میانی {\displaystyle (2a,0)} و شعاع {\displaystyle 2a} داشته باشد. مماس در نقطه دایره {\displaystyle (2a+2a\cos \varphi ,2a\sin \varphi )} دارای معادله زیر است:
{\displaystyle (x-2a)\cdot \cos \varphi +y\cdot \sin \varphi =2a\,.}
پای عمود از نقطه {\displaystyle O} روی مماس، نقطه {\displaystyle (r\cos \varphi ,r\sin \varphi )} با فاصله {\displaystyle r} نامعلوم تا مبدأ {\displaystyle O} است. قرار دادن این نقطه در معادله مماس، نتیجه می‌دهد:
{\displaystyle (r\cos \varphi -2a)\cos \varphi +r\sin ^{2}\varphi =2a\quad \rightarrow \quad r=2a(1+\cos \varphi )}
که معادله قطبی یک دل‌گون است.
توجه: اگر نقطه {\displaystyle O} روی محیط دایره {\displaystyle k} نباشد، یک حلزون پاسکال به دست می‌آید.

## گسترنده یک دل‌گون

گسترنده یک منحنی، مکان هندسی مراکز انحنا است. به‌طور خاص: برای یک منحنی {\displaystyle {\vec {x}}(s)={\vec {c}}(s)} با شعاع انحنای {\displaystyle \rho (s)}، گسترنده دارای نمایش زیر است:
{\displaystyle {\vec {X}}(s)={\vec {c}}(s)+\rho (s){\vec {n}}(s).}
با {\displaystyle {\vec {n}}(s)} به عنوان نرمال واحد به‌طور مناسب جهت‌دهی شده.
برای یک دل‌گون به دست می‌آید:
«گسترنده» یک دل‌گون یک دل‌گون دیگر است که یک سوم کوچکتر است و در جهت مخالف قرار دارد (به تصویر مراجعه کنید).

### اثبات
برای دل‌گون با نمایش پارامتری
{\displaystyle x(\varphi )=2a(1-\cos \varphi )\cos \varphi =4a\sin ^{2}{\tfrac {\varphi }{2}}\cos \varphi \,,}
{\displaystyle y(\varphi )=2a(1-\cos \varphi )\sin \varphi =4a\sin ^{2}{\tfrac {\varphi }{2}}\sin \varphi }
نرمال واحد به صورت زیر است:
{\displaystyle {\vec {n}}(\varphi )=(-\sin {\tfrac {3}{2}}\varphi ,\cos {\tfrac {3}{2}}\varphi )}
و شعاع انحنا
{\displaystyle \rho (\varphi )={\tfrac {8}{3}}a\sin {\tfrac {\varphi }{2}}\,.}
بنابراین معادلات پارامتری گسترنده عبارتند از:
{\displaystyle X(\varphi )=4a\sin ^{2}{\tfrac {\varphi }{2}}\cos \varphi -{\tfrac {8}{3}}a\sin {\tfrac {\varphi }{2}}\cdot \sin {\tfrac {3}{2}}\varphi =\cdots ={\tfrac {4}{3}}a\cos ^{2}{\tfrac {\varphi }{2}}\cos \varphi -{\tfrac {4}{3}}a\,,}
{\displaystyle Y(\varphi )=4a\sin ^{2}{\tfrac {\varphi }{2}}\sin \varphi +{\tfrac {8}{3}}a\sin {\tfrac {\varphi }{2}}\cdot \cos {\tfrac {3}{2}}\varphi =\cdots ={\tfrac {4}{3}}a\cos ^{2}{\tfrac {\varphi }{2}}\sin \varphi \,.}
این معادلات یک دل‌گون را توصیف می‌کنند که یک سوم کوچکتر است، ۱۸۰ درجه چرخیده و به اندازه {\displaystyle -{\tfrac {4}{3}}a} در امتداد محور x منتقل شده است.
(از فرمول‌های مثلثاتی زیر استفاده شد: {\displaystyle \sin {\tfrac {3}{2}}\varphi =\sin {\tfrac {\varphi }{2}}\cos \varphi +\cos {\tfrac {\varphi }{2}}\sin \varphi \ ,\ \cos {\tfrac {3}{2}}\varphi =\cdots ,\ \sin \varphi =2\sin {\tfrac {\varphi }{2}}\cos {\tfrac {\varphi }{2}},\ \cos \varphi =\cdots \ .})

## مسیرهای متعامد

تعامد (جبر خطی) دل‌گون‌ها

مسیر متعامد یک دسته منحنی، منحنی است که هر منحنی از دسته را به صورت متعامد قطع می‌کند. برای دل‌گون‌ها موارد زیر صادق است:
(دسته دوم را می‌توان به عنوان بازتاب دسته اول در محور y در نظر گرفت. به نمودار مراجعه کنید.)

### اثبات
برای یک منحنی داده شده در دستگاه مختصات قطبی توسط یک تابع {\displaystyle r(\varphi )}، رابطه زیر با مختصات دکارتی برقرار است:
{\displaystyle {\begin{aligned}x(\varphi )&=r(\varphi )\cos \varphi \,,\\y(\varphi )&=r(\varphi )\sin \varphi \end{aligned}}}
و برای مشتقات
{\displaystyle {\begin{aligned}{\frac {dx}{d\varphi }}&=r'(\varphi )\cos \varphi -r(\varphi )\sin \varphi \,,\\{\frac {dy}{d\varphi }}&=r'(\varphi )\sin \varphi +r(\varphi )\cos \varphi \,.\end{aligned}}}
تقسیم معادله دوم بر اول، شیب دکارتی خط مماس بر منحنی در نقطه {\displaystyle (r(\varphi ),\varphi )} را به دست می‌دهد:
{\displaystyle {\frac {dy}{dx}}={\frac {r'(\varphi )\sin \varphi +r(\varphi )\cos \varphi }{r'(\varphi )\cos \varphi -r(\varphi )\sin \varphi }}.}
برای دل‌گون‌ها با معادلات {\displaystyle r=2a(1-\cos \varphi )\;} و {\displaystyle r=2b(1+\cos \varphi )\ } به ترتیب به دست می‌آید:
{\displaystyle {\frac {dy_{a}}{dx}}={\frac {\cos(\varphi )-\cos(2\varphi )}{\sin(2\varphi )-\sin(\varphi )}}} و {\displaystyle {\frac {dy_{b}}{dx}}=-{\frac {\cos(\varphi )+\cos(2\varphi )}{\sin(2\varphi )+\sin(\varphi )}}\ .}
(شیب هر منحنی فقط به {\displaystyle \varphi } بستگی دارد و نه به پارامترهای {\displaystyle a} یا {\displaystyle b}!)
از این رو
{\displaystyle {\frac {dy_{a}}{dx}}\cdot {\frac {dy_{b}}{dx}}=\cdots =-{\frac {\cos ^{2}\varphi -\cos ^{2}(2\varphi )}{\sin ^{2}(2\varphi )-\sin ^{2}\varphi }}=-{\frac {-1+\cos ^{2}\varphi +1-\cos ^{2}2\varphi }{\sin ^{2}(2\varphi )-\sin ^{2}(\varphi )}}=-1\,.}
این بدان معناست که هر منحنی از دسته اول، هر منحنی از دسته دوم را به صورت متعامد قطع می‌کند.

۴ دل‌گون در نمایش قطبی و موقعیت آنها در دستگاه مختصات

## در موقعیت‌های مختلف
انتخاب موقعیت‌های دیگر دل‌گون در دستگاه مختصات منجر به معادلات متفاوتی می‌شود. تصویر، ۴ موقعیت رایج یک دل‌گون و معادلات قطبی آنها را نشان می‌دهد.

## در آنالیز مختلط

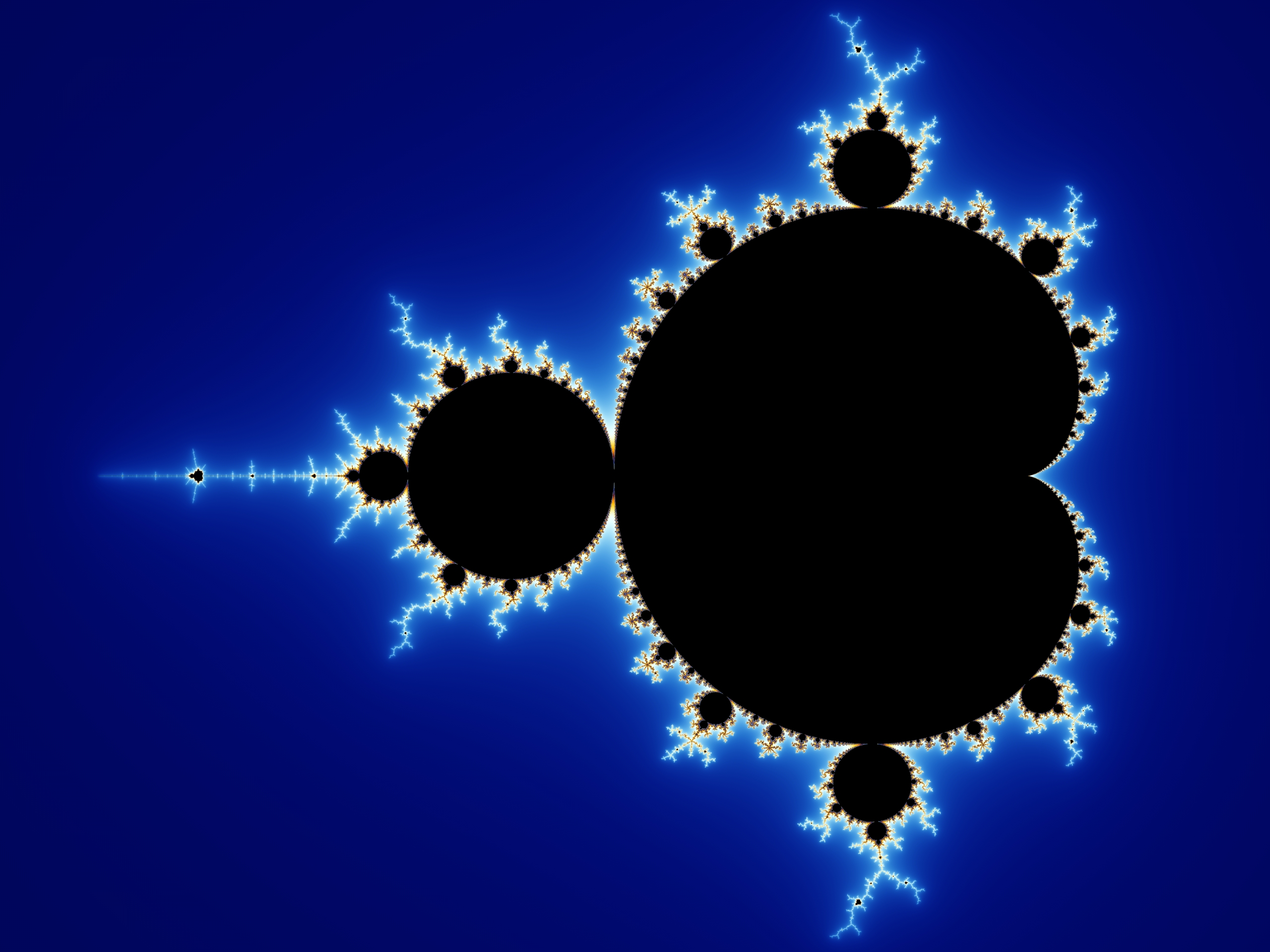
مرز منطقه مرکزی، دوره ۱، مجموعه مندلبرو یک دل‌گون دقیق است.

در آنالیز مختلط، تصویر هر دایره‌ای که از مبدأ عبور می‌کند تحت نگاشت {\displaystyle z\to z^{2}} یک دل‌گون است. یک کاربرد این نتیجه این است که مرز مؤلفه دوره ۱ مرکزی مجموعه مندلبرو یک دل‌گون است که با معادله پارامتری زیر داده می‌شود:
{\displaystyle c\,=\,{\frac {1-\left(e^{it}-1\right)^{2}}{4}}.}
مجموعه مندلبرو شامل تعداد نامتناهی از کپی‌های کمی تحریف شده از خودش است و پیاز مرکزی هر یک از این کپی‌های کوچکتر، یک دل‌گون تقریبی است.

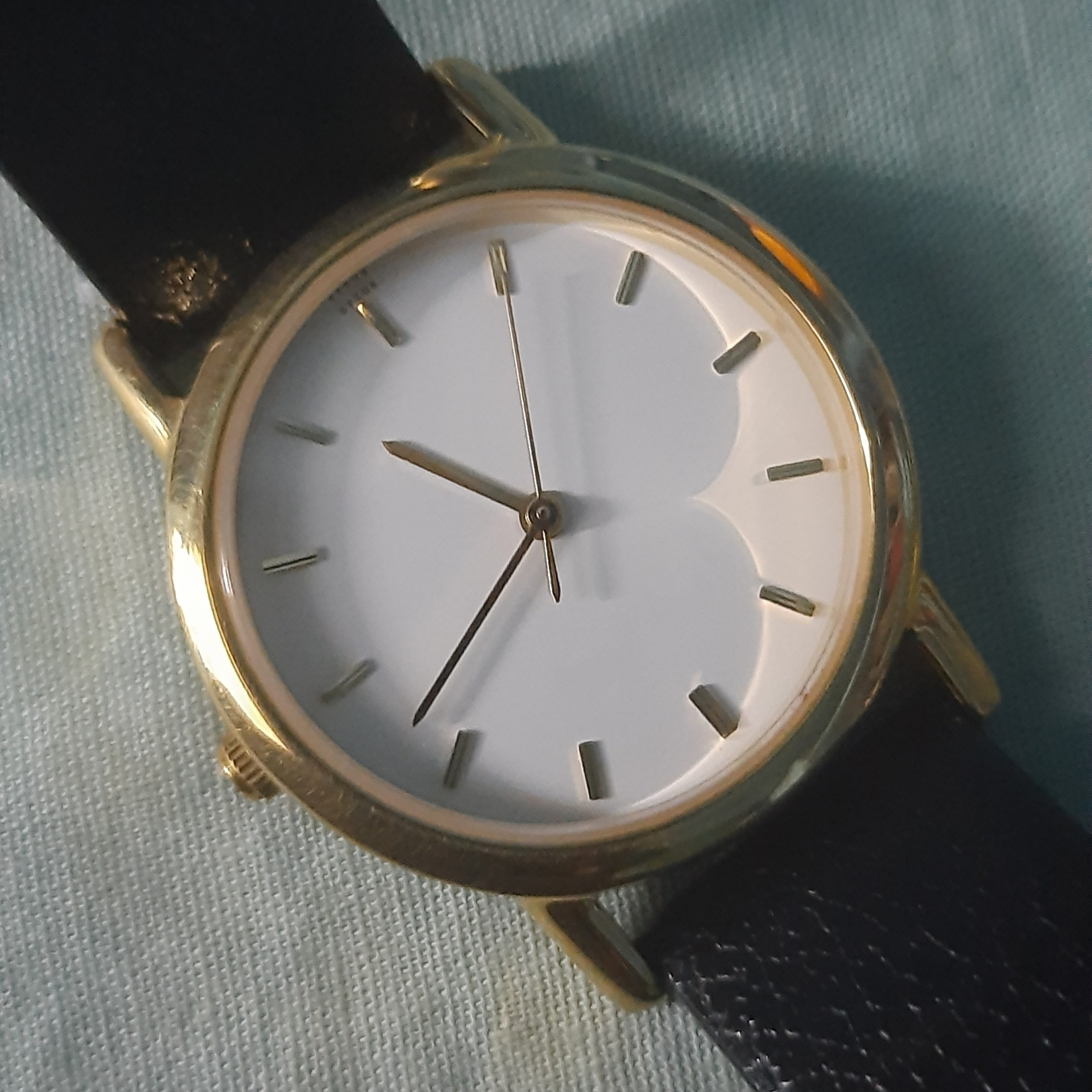
دل‌گون تشکیل شده توسط نور روی یک ساعت مچی.

## کاستیک‌ها
برخی کاستیک‌ها می‌توانند شکل دل‌گون به خود بگیرند. کاتاکاستیک یک دایره نسبت به یک نقطه روی محیط آن، یک دل‌گون است. همچنین، کاتاکاستیک یک مخروط نسبت به پرتوهای موازی با یک خط مولد، سطحی است که مقطع آن یک دل‌گون است. این را می‌توان، همان‌طور که در عکس سمت راست دیده می‌شود، در یک فنجان مخروطی که تا حدی با مایع پر شده است، زمانی که نور از فاصله‌ای دور و با زاویه‌ای برابر با زاویه مخروط می‌تابد، مشاهده کرد. شکل منحنی در پایین یک فنجان استوانه‌ای، نصف یک گرده‌گون (نفروئید) است که بسیار شبیه به نظر می‌رسد.

ایجاد یک دل‌گون به عنوان منحنی پدال یک دایره